# Dorico (programa)
Dorico (/ˈdɒrɪkoʊ/) Es un programa de edición de partituras; junto con Finale y Sibelius,  es uno de los tres principales programas con este fin, de nivel profesional.
Está desarrollado por la compañía Steinberg quién contrató a la mayoría de los desarrolladores originales de Sibelius, luego de ser despedidos por su propietario, Avid para una reestructuración de Sibelius, en 2012. Dorico fue lanzado cuatro años más tarde, en 2016.

## Historia
El proyecto fue presentado el 20 de febrero de 2013 por el director de Marketing, Daniel Spreadbury, en el blog Making Notes, y el software fue lanzado el 19 de octubre de 2016.
El nombre del programa Dorico fue revelado en el mismo blog el 17 de mayo de 2016. Este nombre fue tomado en honor a Valerio Dorico, músico del siglo XVI, quién produjo primeras ediciones de música sacra, compuesta por Giovanni Pierluigi da Palestrina y Giovanni Animuccia, siendo pionero en el uso de un proceso, de grabado de impresión, desarrollado en Inglaterra y Francia.

## Características

### Automatización
Las críticas han reconocido que Dorico se ha convertido en un programa de edición de partituras más eficiente que sus competencias. Por ejemplo, ahorra tiempo con su forma de generar automáticamente las particellas. Otra característica su sistema automático de condensando, donde permite combinar instrumentos múltiples, en un solo pentagrama, para la partitura del director.

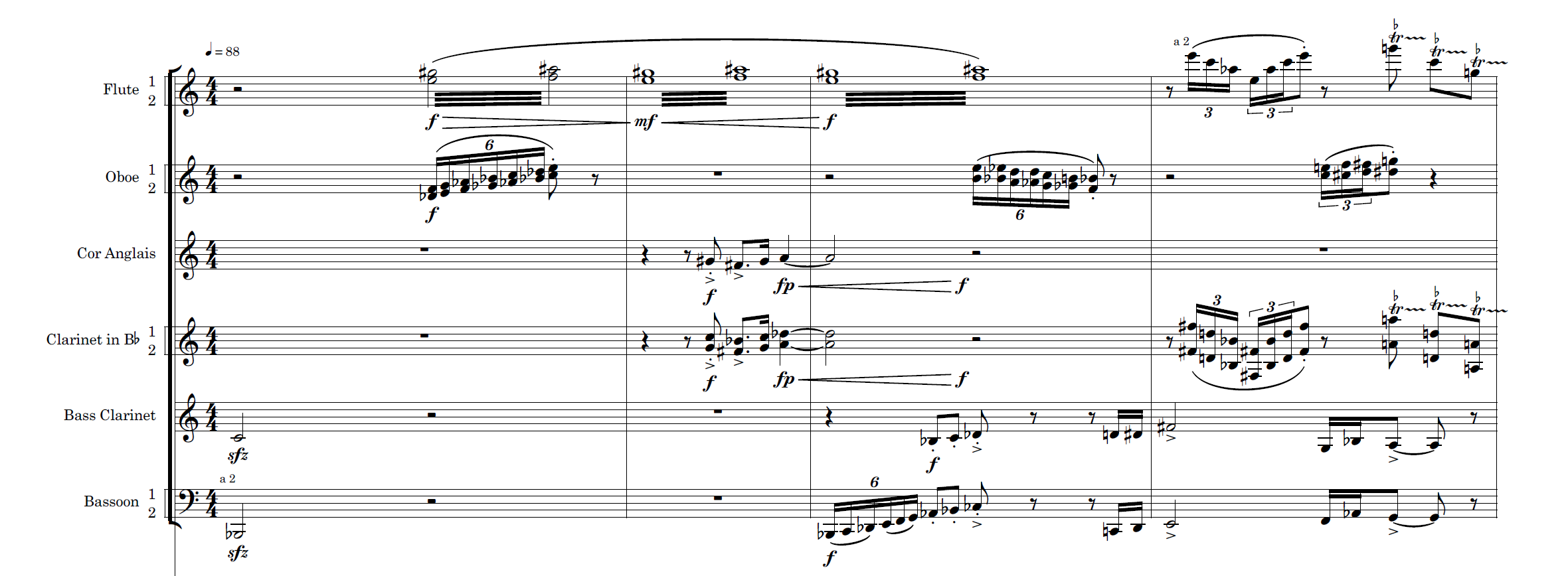
Dorico es conocido por su sistema automático de condensando. En la partitura del director, Dorico tiene instrumentos "condensados" a un pentagrama como Oboes 1 y 2.

### Entrada de teclado
Dorico soporta la entrada de notas enteramente del teclado de ordenador, sin la necesidad de utilizar el ratón, de forma nativa. Aun así, Pianist Magazine, ha advertido sobre la curva de aprendizaje de uso de Dorico; por ejemplo toma tiempo aprender sus atajos de teclado. También apoya MIDI entrada de un teclado de piano.